# Alte Synagoge (Dieuze)

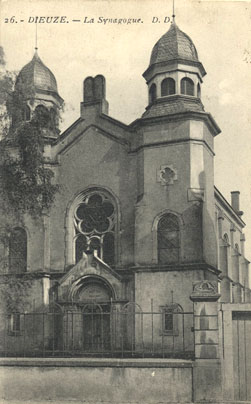
Ansichtskarte mit der Synagoge von Dieuze

Die Alte Synagoge in Dieuze, einer Gemeinde im Département Moselle in der französischen Region Grand Est, wurde 1907 errichtet. Die Synagoge befand sich in der Ruelle de l'Hôtel-de-Ville.
Die Synagoge mit orientalisierenden Stilelementen, wie Kuppel und Rosette, wurde 1940 im Zweiten Weltkrieg von den deutschen Besatzern zerstört.